# Unforgivable Sinner
Unforgivable Sinner è un singolo della cantautrice norvegese Lene Marlin, pubblicato il 12 ottobre 1998 come primo estratto dal primo album in studio Playing My Game.
La cantante norvegese, che all'epoca dell'uscita del disco era appena maggiorenne, è anche l'autrice del testo e della musica. Il brano ottiene un successo enorme in patria, dove è inserito nella colonna sonora del film Schpaa, di Erik Poppe, ma anche in altri paesi europei come l'Italia, partecipando, tra i tanti programmi televisivi, anche al Festivalbar.
Il brano fa vincere alla cantante l'MTV Europe Music Award come "miglior artista nordico".

## Video musicale
Esistono tre versioni del video di Unforgivable Sinner.
Nella prima versione, girata a Oslo e destinata alla sola televisione norvegese, la cantante, visibilmente adolescente, indossa la duplice veste di angelo e musicista ambulante, insieme a scene in notturna dove Lene cammina cantando. Facendo da canzone portante alla colonna sonora dell'importante film norvegese Schpaa, è possibile notare diverse scene tratte dal film stesso.
La versione pubblicata per il mercato europeo è stata girata nella stazione ferroviaria di Toronto, ed è completamente diversa dalla precedente, i toni portanti sono quelli del blu e c'è un parallelismo tra la cantante e il passeggero, personaggio maschile del video, e i due baby-protagonisti. Il video si conclude con alcune frasi che appaiono nel tabellone destinato agli orari dei treni, dove è possibile leggere Take hold now / The future will not remember / The past does not forget.
La terza versione, destinata esclusivamente al mercato americano e inglese (dato che nel Regno Unito non vi era stata alcuna promozione in precedenza) è stata completamente girata a New York. Sono facilmente riconoscibili il Ponte di Brooklyn, Times Square e le Torri Gemelle. Il video calca molto le atmosfere di Sitting Down Here, tra il metropolitan chic e il gitano; vengono alternate scene sia in diurna che in notturna. In questa versione, a vestire i panni dell'angelo non è più la cantante, come nella prima versione, ma una modella esile dai capelli biondi, lunghi e mossi. Lene, che canta principalmente all'interno di un'automobile e fuori di una roulotte metallica, per la prima e unica volta ha i capelli scuri e un trucco leggermente più marcato del solito.

## Tracce
- Versione norvegese

1. Unforgivable Sinner – 4:02
2. Maybe I'll Go – 4:37

- Versione europea

1. Unforgivable Sinner – 4:02
2. Maybe I'll Go – 4:37
3. The Way We Are (Live Acoustic Version)

- Versione inglese pt.1

1. Unforgivable Sinner – 4:02
2. Unforgivable Sinner (Disclab Dodgers Doorstep Mix)
3. The Way We Are (Live at Sound Republic)
4. Unforgivable Sinner (Video)

- Versione inglese pt.2

1. Unforgivable Sinner (Original Version)
2. Unforgivable Sinner (Tin Tin Out Remix)
3. Maybe I'll Go
4. Unforgivable Sinner (Video)

## Classifiche
| Classifica (1998-2000) | Posizione massima |
| ---------------------- | ----------------- |
| Australia              | 48                |
| Francia                | 37                |
| Germania               | 78                |
| Giappone               | 11                |
| Italia                 | 1                 |
| Lettonia               | 9                 |
| Norvegia               | 1                 |
| Nuova Zelanda          | 32                |
| Regno Unito            | 13                |
| Svezia                 | 4                 |

### Classifiche di fine anno
| Classifica (1999) | Posizione massima |
| ----------------- | ----------------- |
| Italia            | 9                 |

## Date di pubblicazione
| Paese       | Data             | Formato | Etichetta | Nota   |
| ----------- | ---------------- | ------- | --------- | ------ |
| Norvegia    | 15 agosto 1998   | Radio   | Virgin    | [ 8 ]  |
| Norvegia    | 12 ottobre 1998  | CD      | Virgin    | [ 8 ]  |
| Giappone    | 17 febbraio 1999 | CD      | Virgin    | [ 9 ]  |
| Regno Unito | 4 settembre 2000 | CD      | Virgin    | [ 10 ] |
| Stati Uniti | 4 settembre 2000 | CD      | Virgin    | [ 10 ] |